# Урфар-Умгебунг
Бецирк Урфар-Умгебунг — округ Австрійської федеральної землі Верхня Австрія. 
Округ поділено на 27 громад, з яких 3  міста, а ще 12 - ярмаркові містечка. 
Міста
- Бад-Леонфельден
- Галльнойкірхен
- Штайрегг

Містечка
- Альтенберг-бай-Лінц
- Фельдкірхен-ан-дер-Донау
- Грамаштеттен
- Гелльмонседт
- Обернойкірхен
- Оттеншлаг-ім Мюлькрайс
- Райхенау-ім-Мюлькрайс
- Райхенталь
- Шенкенфельден
- Вордервайсенбах
- Вальдінг
- Цветтль-ан-дер-Родль

Сільські громади
- Альберндорф-ін-дер-Рідмарк
- Айденберг
- Енгервітцдорф
- Гольдверт
- Гайбах-ім-Мюлькрайс
- Герцогсдорф
- Кірхшлаг-бай-Лінц
- Ліхтенберг
- Оттенсгайм
- Пухенау
- Зоннберг-ім-Мюлькрайс
- Санкт-Готтард-ім-Мюлькрайс

## Демографія
Населення округу за роками за даними статистичного бюро Австрії

## Виноски
1. ↑  Statistik Austria. Архів оригіналу за 2 травня 2015. Процитовано 23 червня 2013.

| Австрія | Це незавершена стаття з географії Австрії. Ви можете допомогти проєкту, виправивши або дописавши її. |